# 夏空HANABI
「夏空HANABI」（なつぞらはなび）は、ぱすぽ☆の5thシングル。2012年8月15日にユニバーサルJから発売された。世界一周ロックの旅ぱすぽ☆エアライン3部作の第2弾「ぱすぽ☆meets Japanese PUNK」である。

## 概要
2012年7月8日に日比谷野外音楽堂で行われた「ぱすぽ☆Next Flightフェス」において初披露された。歌唱時の衣装は増井みおが昭和レトロな客室乗務員をイメージしながらデザインしたもので、扇子を振りかざすパフォーマンスもある。
初回限定盤と通常盤の2形態と、ユニバーサルミュージックストア限定盤（機内サービス盤9形態、特別チャーター便ライブチケット付きCD4形態）の計15形態でのリリース。初回限定盤にはDVDの他に8月26日のよみうりランドオープンシアターEASTでの「夏空HANABIフェス」招待パスポートが封入されている。通常盤は初回プレス分のみ、メンバーキスマーク入り生写真が封入されている。
この頃、メンバーの玉井杏奈は右足首の靭帯を負傷。全治5週間となった影響で先述の日比谷野音では数曲のみ出演、2012年8月11日に代々木第一体育館で行われた「a-nation 2012 Charge Go! ウィダーinゼリー music week “IDOL NATION”」不参加と、フライト（ライブ）に出られない状況が目立った。

## 販売形態
- ファーストクラス盤（UPCH-9763）
- エコノミークラス盤（UPCH-5761）

### ユニバーサルミュージックストア限定発売
- 機内サービス盤（9種、PDCJ-1961〜69）
- 特別チャーター便チケット付き（4種、PDCJ-1970/71/80/81）

## 収録曲

### 初回限定盤
1. 夏空HANABI
作詞：ペンネとアラビアータ、作曲：Adoriano Spinesi[5]、編曲:石也寸志
2. Dear My Friends
作詞：ペンネとアラビアータ、作曲・編曲：石也寸志
3. 夏空HANABI (Instrumental)
4. Dear My Friends (Instrumental)

DVD
1. 夏空HANABI（Music Video）

### 通常盤
1. 夏空HANABI
2. Dear My Friends
3. 夏空HANABI (Instrumental)
4. Dear My Friends (Instrumental)

### 機内サービス盤
1. 夏空HANABI
2. ピンクのパラシュート
作詞・作曲：松永天馬、編曲：アーバンギャルド
3. 夏空HANABI (Instrumental)
4. ピンクのパラシュート (Instrumental)

### 特別チャーター便ライブチケット付きCD
1. 夏空HANABI